# Carabobo FC
Der Carabobo Fútbol Club ist ein venezolanischer Fußballverein aus Valencia. Der Verein wurde 1964 gegründet und trägt seine Heimspiele im Estadio Misael Delgado aus, das Platz für 10.000 Zuschauer bietet. Größter Erfolg des Klubs war der Gewinn der venezolanischen Meisterschaft 1971. Carabobo spielt derzeit in der Primera División, der höchsten Spielklasse in Venezuela.

## Geschichte

### Zeit als Valencia FC
Carabobo FC wurde am 24. Juli 1964 unter dem Namen Valencia FC in Valencia, der drittgrößten Stadt Venezuelas gegründet. Nur ein Jahr nach der Vereinsgründung gelang Valencia FC bereits der erste Titelgewinn, in der Copa Venezuela wurde das Endspiel gegen Lara FC, den Vorgängerverein des heutigen CD Lara, gewonnen. Den nationalen Pokalwettbewerb von Venezuela konnte Valencia FC ein zweites Mal siegreich gestalten, als dreizehn Jahre nach dem ersten Triumph 1978 Universidad de Los Andes FC auf den zweiten Platz verwiesen werden konnte. Zwischen den beiden Pokalerfolgen konnte Valencia FC auch einmal die venezolanische Fußballmeisterschaft gewinnen, in der Saison 1971 belegte man einen ersten Platz in der Primera División mit vier Punkten Vorsprung auf Deportivo Italia, das heutige Deportivo Petare. Bis heute ist der Titelgewinn von 1971 die einzige Meisterschaft von Valencia FC, auch nach der Neugründung 1997 konnte man bisher nicht Meister werden.
Durch die Erfolge in Liga und Pokal war es Valencia FC auch mehrfach möglich, an der Copa Libertadores teilzunehmen. Bei der ersten Teilnahme 1970 belegte der Verein in der Gruppenphase einen dritten Platz hinter den beiden uruguayischen Spitzenvereinen Nacional Montevideo und CA Peñarol und vor Ligakonkurrent Deportivo Galicia. Gegen Deportivo Galicia wurden beiden Duelle gewonnen, außerdem holte man überraschend einen Punkt beim 0:0-Remis gegen Peñarol. Allerdings ging das Rückspiel in Montevideo gegen Uruguays Serienmeister mit 2:11 verloren. 1971 nahm Valencia FC zum zweiten Mal an der Copa Libertadores teil und scheiterte wiederum in der Vorrunde. Der Verein belegte den letzten Platz in einer Gruppe mit CA Peñarol und Deportivo Italia, den einzigen Punktgewinn konnte man bei einem 1:1-Unentschieden gegen Deportivo Italia erringen. Die dritte und bis heute letzte Teilnahme am Libertadores-Cup erfolgte weitere zwei Jahre später, 1974. Auch bei diesem Turnier konnte Valencia FC keinen Sieg verbuchen, einzig Portuguesa FC und CD Los Millonarios aus Kolumbien gelang jeweils ein Remis. Man schied schließlich als Tabellenletzter aus.

### Unter dem neuen Namen
Im Jahre 1997 erfolgte die Neugründung des Vereins unter dem neuen Namen Carabobo FC. Neben dem Namen, der in Anlehnung an den des bevölkerungsreichsten Bundesstaates in Venezuela, der Valencia als Hauptstadt hat, gewählt wurde, veränderten sich mit der Neugründung auch die Vereinsfarben, die zuvor grün und weiß beinhalteten und nun zu rot und weiß getauscht wurden. Schon bald nach der Neugründung gelang dem Verein die Rückkehr in die Primera División, aus der man sich bereits in den Achtzigerjahren verabschiedet hatte und nur kurzzeitig wieder aufgestiegen war. 2004 gelang es Carabobo FC auch erstmals nach dreißig Jahren wieder, sich für einen kontinentalen Wettbewerb zu qualifizieren, auch wenn es nur die Copa Sudamericana und nicht die Copa Libertadores war, in der die besten Mannschaften Südamerikas und die kontinentale Krone im Vereinsfußball spielen. Insgesamt nahm Carabobo FC dreimal an der Copa Sudamericana teil, jedes Mal war das Turnier schon in der Qualifikationsrunde beendet. 2004 schied man gegen Cienciano del Cuzco aus Peru, 2006 gegen AC Mineros de Guayana und 2007 gegen CD El Nacional aus Ecuador aus.

## Erfolge
- Primera División: 1× (1971)
- Segunda División: 1× (1990)
- Copa Venezuela: 2× (1965, 1978)
- Teilnahme an der Copa Libertadores: 3×

1970: erste Runde
1972: erste Runde
1974: erste Runde
- Teilnahme an der Copa Sudamericana: 3×

2004: Qualifikation
2006: Qualifikation
2007: Qualifikation

## Bekannte Spieler
- Daniel Arismendi
- Alexandre de Carvalho Kaneko
- Emiliano Dudar
- Albeiro Usuriaga
- Renny Vega